# Jesse L. Martin
Jesse L. Martin, född 18 januari 1969 i Rocky Mount, Virginia, är en amerikansk skådespelare.
Martin har bland annat medverkat i filmen Joyful Noise. Han har även medverkat i TV-serierna The Flash och The Irrational.

## Filmografi (i urval)
- 2005 – Rent
- 2007 – The Cake Eaters
- 2012 – Joyful Noise
- 2014–2023 – The Flash (TV-serie)
- 2023 – The Irrational (TV-serie)